# NGC 2383
NGC 2383 est un jeune amas ouvert, situé dans la constellation du Grand Chien. Il a été découvert par l'astronome britannique John Herschel en 1836
.

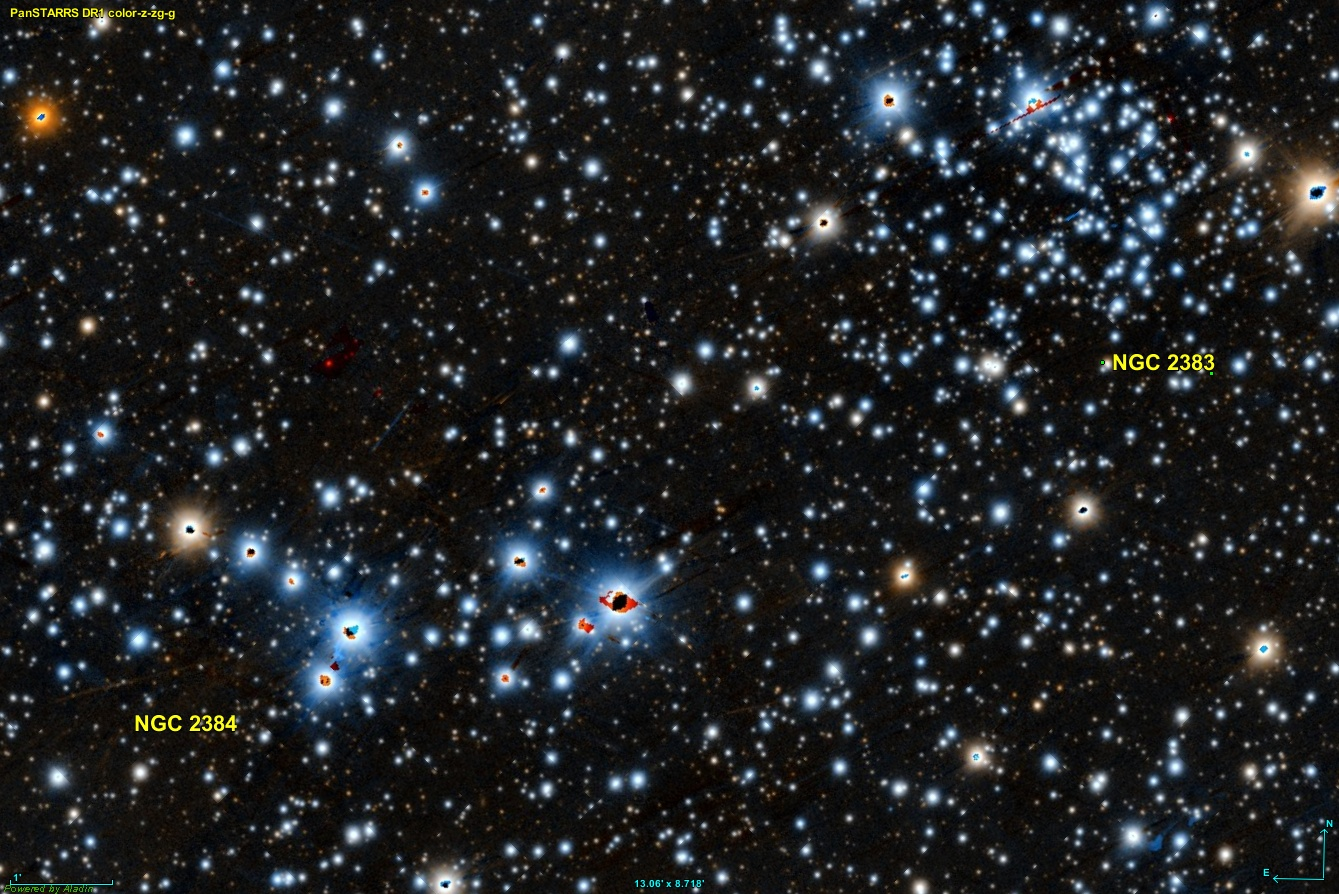
Les amas ouverts NGC 2383 et NGC 2384 sont rapprochés l'un de l'autre sur la sphère céleste.

NGC 2383 est à environ 1 655 pc (∼5 400 al) du système solaire et les dernières estimations donnent un âge de 14,7 millions d'années. La taille apparente de l'amas est de 5 minutes d'arc, ce qui, compte tenu de la distance, donne une taille réelle maximale d'environ 7,8 années-lumière.
Sur la sphère céleste, NGC 2383 est à moins de 3 minutes d'arc de l'amas ouvert NGC 2384, mais ce dernier est à environ 2 116 pc (∼6 900 al) du système solaire, soit quelque 1500 années-lumière plus loin.
Selon la classification des amas ouverts de Robert Trumpler, cet amas renferme entre 50 et 100 étoiles (lettre m) dont la concentration est forte (I) et dont les magnitudes se répartissent sur un grand intervalle (le chiffre 3).